# Schwarzautal
Schwarzautal osztrák mezőváros Stájerország Leibnitzi járásában. 2017 januárjában 2323 lakosa volt. 

## Elhelyezkedése

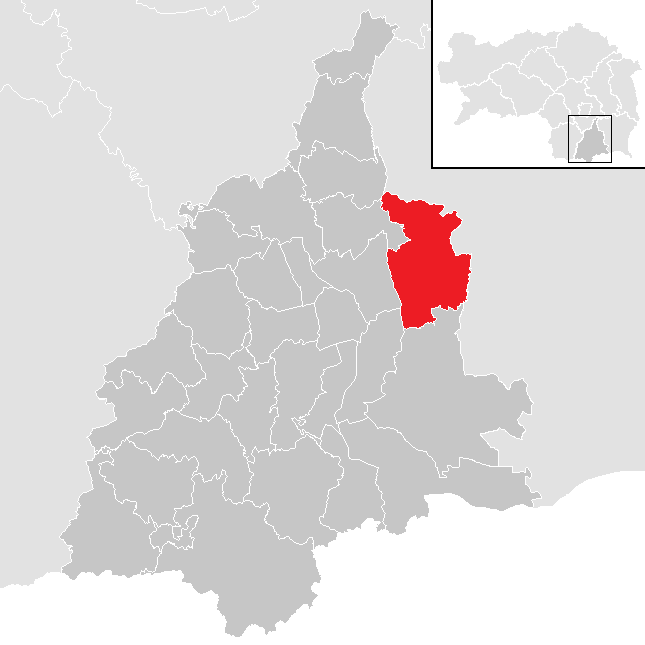
Schwarzautal a Leibnitzi járásban

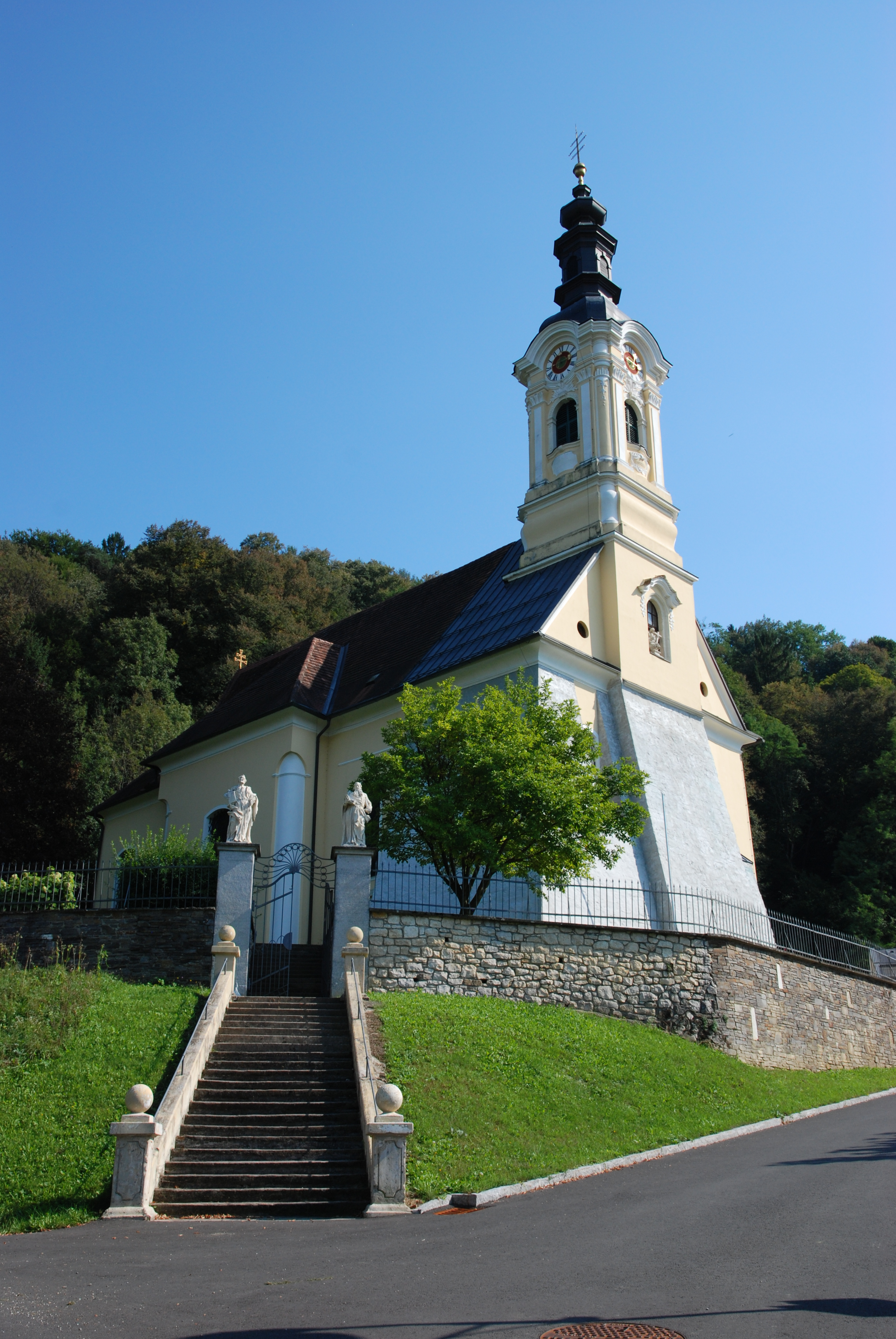
A Szt. Dionüsziosz-plébániatemplom

Schwarzautal a tartomány déli részén fekszik a Nyugat-Stájerország régióban, mintegy 27 km-re délkeletre Graztól. Az önkormányzat 9 katasztrális községben 12 falut egyesít: Breitenfeld am Tannenriegel (196 lakos), Hainsdorf im Schwarzautal (142), Maggau (156), Marchtring (215), Matzelsdorf (85), Mitterlabill (223), Schwarzau im Schwarzautal (260), Seibuttendorf (199), Techensdorf (53), Unterlabill (163), Wölferberg (94), Wolfsberg im Schwarzautal.
A környező települések: délre Sankt Veit in der Südsteiermark, délnyugatra Gabersdorf, nyugatra Ragnitz és Sankt Georgen an der Stiefing, északnyugatra Allerheiligen bei Wildon, északra Pirching am Traubenberg, északkeletre Kirchbach-Zerlach és Sankt Stefan im Rosental, keletre Jagerberg, délkeletre Mettersdorf am Saßbach. 

## Története
A schwarzautali önkormányzat 2015-ben, a stájerországi közigazgatási reform során jött létre a korábban önálló Schwarzau im Schwarzautal, Wolfsberg im Schwarzautal, Breitenfeld am Tannenriegel, Hainsdorf im Schwarzautal és Mitterlabill községek egyesítésével. Mitterlabill és Schwarzau im Schwarzautal addig a Délkelet-stájerországi járáshoz tartozott és a járások közötti határvonalat is úgy módosították, hogy az új mezőváros teljes egészében a Leibnitzi járáshoz tartozhasson. A két község lakói néhány év leforgása alatt kétszer is kénytelenek voltak rendszámtáblát cserélni. 2012 végéig a Feldbachi járáshoz tartoztak és FB-kódú rendszámtáblájuk volt; ezután a Feldbachi és Radkerchburgi járásokból létrejött a SO kódú Délkeletstájerországi járás, 2015 után pedig a kód LB-re változott. 
Az önkormányzat központi települése, Wolfsberg im Schwarzautal alapítási ideje nem ismert. Nevét a templom fölötti vár építőjéről, Wulfról kapta ("Wulf hegye").
1220 körül Wolfsberg és a környező falvak a stájer herceg birtokában voltak, és a helyzet fennmaradt egészen a 17. századig. Ekkor 12 jobbágytelket (Huben), 1445-ben 20 "tűzhelyet", házat számláltak benne. A 15. század közepétől nehéz idők jöttek Wolfsbergre. Előbb a Baumkircher-féle nemesi felkelés, majd Mátyás magyar király megszállása és a török betörések okoztak nagy pusztítást. 1621-ben 22 családot, 15 telket, 5 tanyát két kis tanyát és egy malmot számláltak. Négy évvel később II. Ferdinánd császár, aki a stájer hercegi címet is viselte, eladta Wolfsberget Hans Ulrich von Eggenberg hercegnek, aki a falut muravölgyi Straß-központú uradalmához csatolta. Ott is maradt egészen 1848-ig, amikor feloszlatták a feudális nagybirtokokat.
1679-1682 és 1713-1715 között pestisjárvány szedett sok áldozatot. 1850-ben megalakult a községi önkormányzat. Az 1910-es népszámlálás során 115 házat és 648 lakost jegyeztek fel.
1969-ben Marchtring katasztrális község egy részét Wolfsberghez kapcsolták. 

## Lakosság
A schwarzautali önkormányzat területén 2017 januárjában 2323 fő élt. A hozzá tartozó falvak össznépessége 1971 óta (akkor 2481 fő) folyamatosan csökken. 2015-ben a helybeliek 94,8%-a volt osztrák állampolgár; a külföldiek közül 0,7% a régi (2004 előtti), 3,2% az új EU-tagállamokból érkezett. 0,1% a volt Jugoszlávia (Szlovénia és Horvátország nélkül) vagy Törökország, 1,2% egyéb országok polgára. 2001-ben Wolfsberg im Schwarzautalban 96,8% római katolikusnak, 0,6% evangélikusnak, 0,8% ortodox kereszténynek, 1% pedig felekezet nélkülinek vallotta magát.  

## Látnivalók

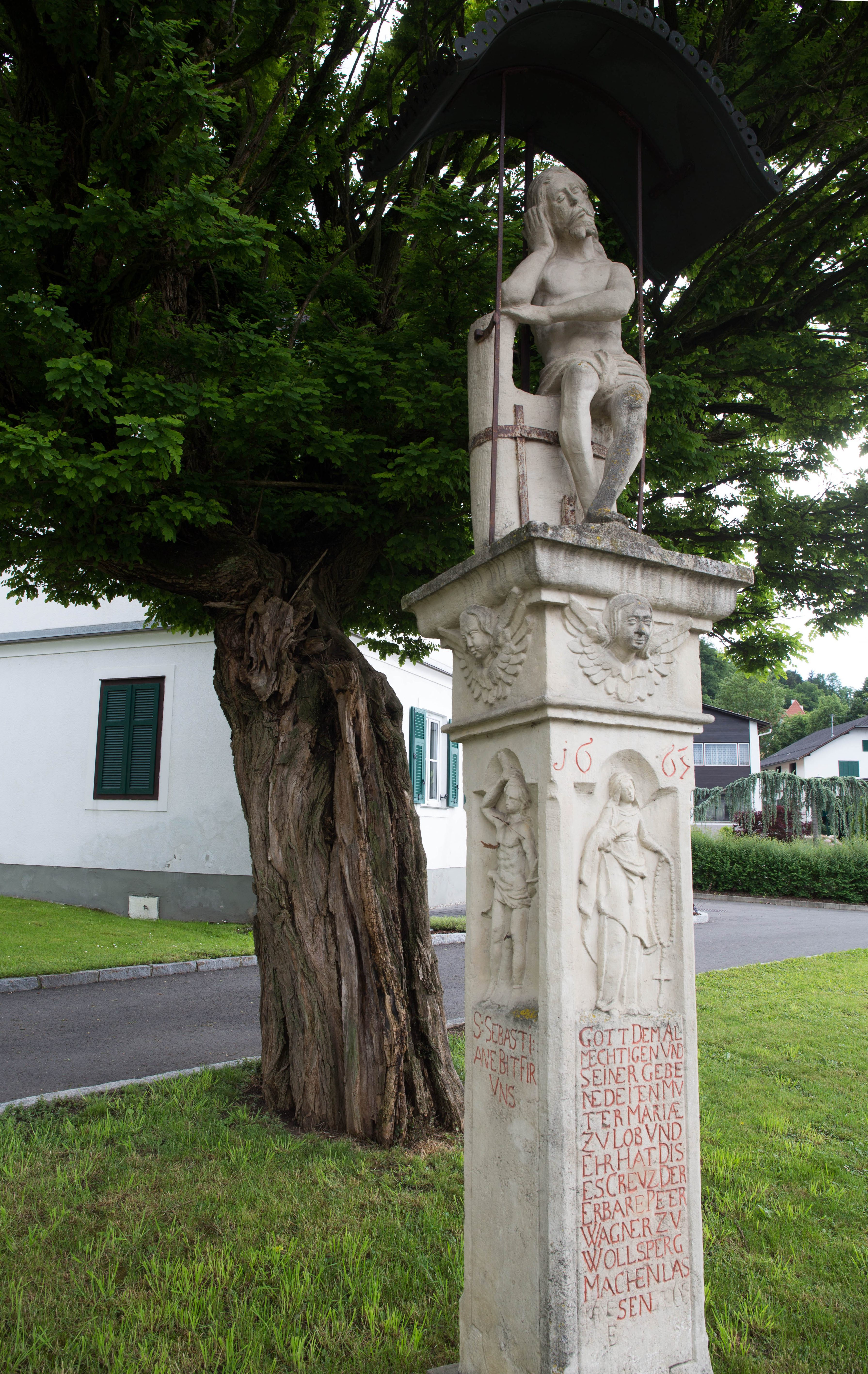
Szenvedő Jézus

- a wolfsbergi Szt. Dionüsziosz-plébániatemplom mai formáját 1733-1739 között nyerte el Johann Georg Stengg tervei alapján. A gótikus szentélyfal megmaradt, de a belső tér alapvetően késő barokk stílusú. A paplak 1698-ban épült, 1764-ben átépítették. A templomhoz vezető 18. századi lépcső Péter és Pál apostolok szobraival szintén műemléki védelem alatt áll.
- Schwarzau kápolnája
- Unterlabill kápolnája
- I. Ferenc József mellszobra Wolfsbergben
- 1667-es szenvedő Jézus-szobor Wolfsbergben
- 1522-es pestismlékmű
- két útszéli kápolna Wolfsbergben

## Fordítás
- Ez a szócikk részben vagy egészben  a   Schwarzautal című német Wikipédia-szócikk ezen változatának fordításán alapul.  Az eredeti cikk szerkesztőit annak laptörténete sorolja fel. Ez a jelzés csupán a megfogalmazás eredetét és a szerzői jogokat jelzi, nem szolgál a cikkben szereplő információk forrásmegjelöléseként.